# Інтернаціональний стиль типографії

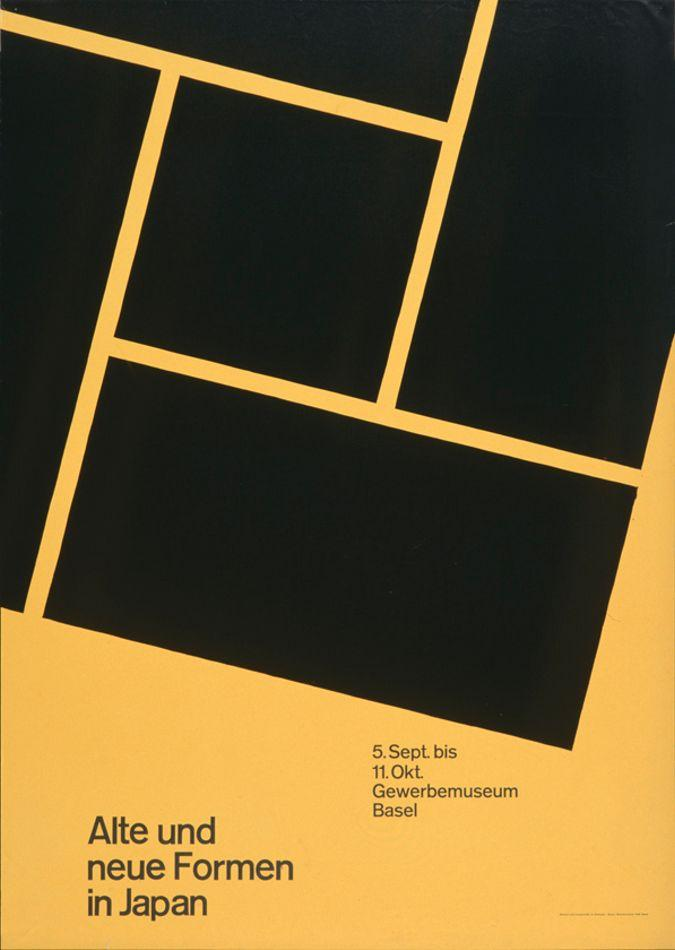
Постер 1959 року для Gewerbemuseum Basel

Інтернаціональний стиль типографії, також відомий як швейцарський стиль, — це стиль графічного дизайну, який з’явився в Росії, Нідерландах та Німеччині в 1920-х роках і отримав подальший розвиток швейцарськими дизайнерами в 1950-х роках.  Міжнародний друкарський стиль мав глибокий вплив на графічний дизайн як частину модерністського руху, впливаючи на багато галузей, пов'язаних з дизайном, включаючи архітектуру та мистецтво. Він підкреслює чистоту, читабельність та об’єктивність.  Характерними ознаками стилю є асиметричні макети, використання сітки, шрифти без засічок. Стиль також асоціюється з перевагою фотографії замість ілюстрацій чи малюнків. У багатьох ранніх роботах міжнародного друкарського стилю, типографіка була основним елементом дизайну на додаток до її використання в тексті, саме так стиль отримав свою назву.   Вплив цього графічного руху все ще можна побачити в тенденціях дизайну та теорії дизайну.

## Історія

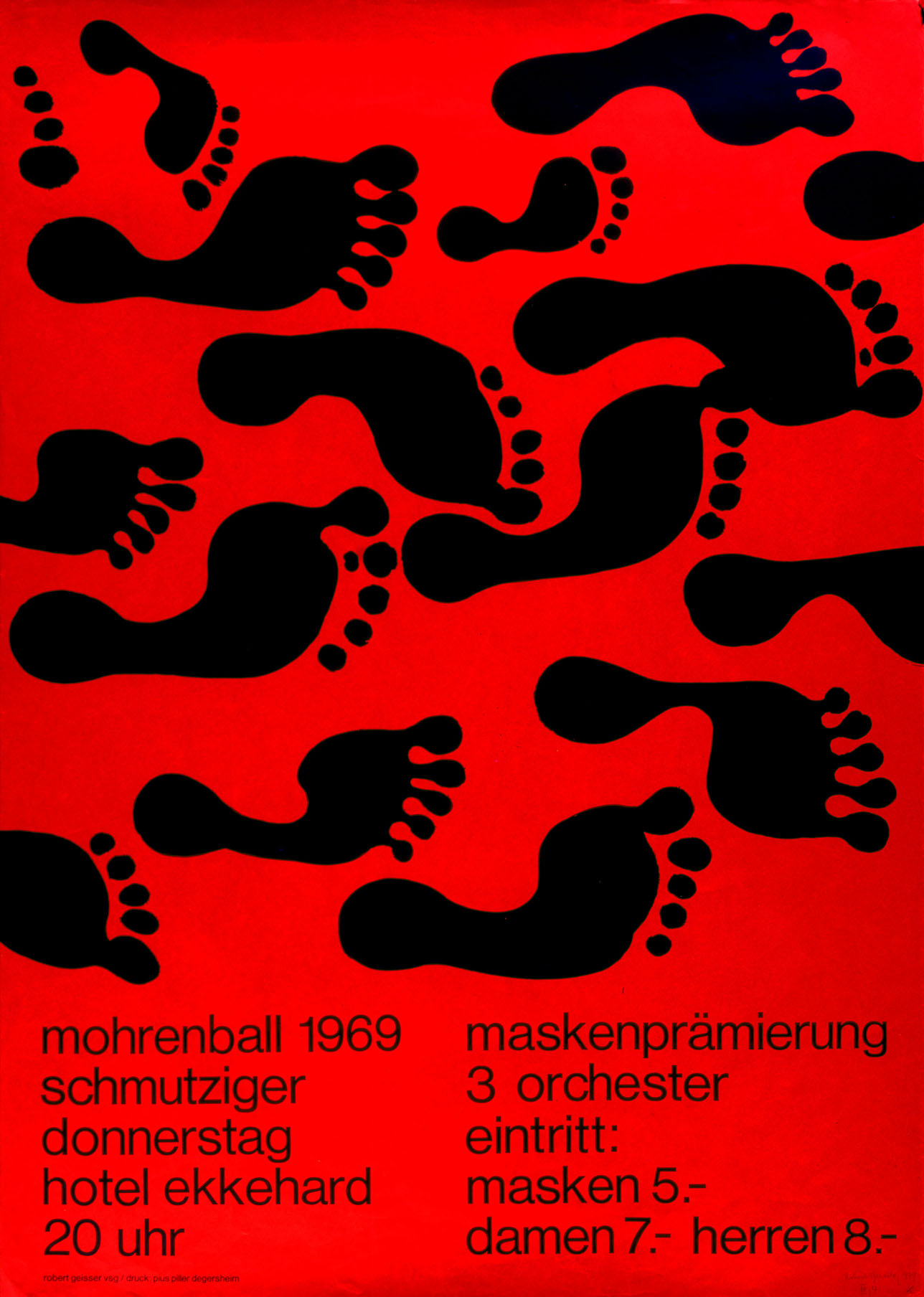
Швейцарський постер 1969 року в інтернаціональеому стилі

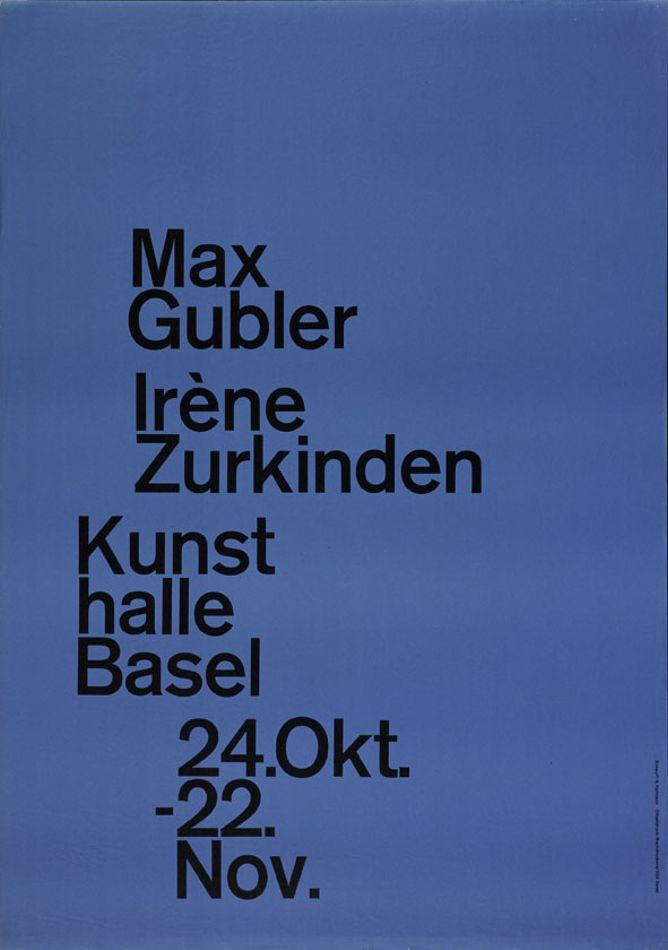
Швейцарський постер 1959 року

Стиль виник із прагнення об’єктивно представити інформацію, вільну від впливу асоційованого значення. Інтернаціональний стиль типографії еволюціонував як модерністський графічний напрям, який прагнув передати повідомлення чітко й універсально. Дві великі швейцарські школи дизайну відповідають за перші роки міжнародного друкарського стилю. Техніка графічного дизайну, заснована на сітці, яка розпочалася в 19 столітті, стала натхненням для модифікації основного курсу Базельської школи дизайну в 1908 році. Незабаром після цього, у 1918 році Ернст Келлер став професором у Kunstgewerbeschule Zürich і почав розробляти курс графічного дизайну та типографіки. Він не навчав своїх учнів певному стилю, він викладав філософію стилю, яка диктувала, що «вирішення проблеми дизайну, повинно випливати з її змісту».  Ця ідея вирішення дизайну, що випливає з самої проблеми, була реакцією на попередні художні процеси, зосереджені на «красі заради краси» або «створення краси як мети сама по собі». У роботі Келлера використовуються прості геометричні форми, яскраві кольори та образи, що викликають спогади, щоб додатково прояснити сенс кожного дизайну. Серед інших перших піонерів - Тео Балмер і Макс Білл .
У 1950-х роках елементи міжнародного друкарського стилю були розділені на сімейства шрифтів без засічок, такі як Univers . Univers проклав шлях для Макса Мідінгера та його співробітника Едуарда Гофмана для розробки шрифту Neue Haas Grotesk, який пізніше буде перейменований в Helvetica . Мета Helvetica полягала в тому, щоб створити чистий шрифт, який можна було б застосувати до довших текстів і добре читати. Рух почав об’єднуватися після того, як у 1959 році почалося періодичне видання під назвою «Новий графічний дизайн», яке редагували кілька впливових дизайнерів, які відіграли важливу роль у розвитку інтернаціонального стилю типографії. Формат журналу представляв багато важливих елементів стилю — візуально демонстрував зміст — і був виданий на міжнародному рівні, таким чином поширюючи рух за межі Швейцарії. Один із редакторів, Йозеф Мюллер-Брокманн, «шукав абсолютну й універсальну форму графічного вираження через об’єктивне та безособове подання, спілкування з аудиторією без втручання суб’єктивних почуттів дизайнера чи пропагандистських прийомів переконання».  Багато з фотографій Мюллера-Брокмана містять великі фотографії як об’єктивні символи, що мають на меті передати його ідеї особливо чітко та потужно.
Після Другої світової війни міжнародна торгівля почала зростати, а відносини між країнами неухильно зміцнювалися. Типографіка та дизайн мали вирішальне значення для сприяння розвитку цих відносин — чіткість, об’єктивність, гліфи та символи без регіонів є важливими для спілкування між міжнародними партнерами. Міжнародний друкарський стиль знайшов свою нішу в цьому комунікативному кліматі і поширився далі за межі Швейцарії, до Америки.
Одним із перших американських дизайнерів, хто поєднав швейцарський дизайн зі своїм власним, був Рудольф де Харак .  Вплив інтернаціонального стилю типографії на власні роботи Харака можна побачити в його численних дизайнах обкладинок для видавців McGraw-Hill у 1960-х роках. Одне вражаюче зображення покриває більшу частину обкладинки, розкриваючи тему конкретної книги. Інтернаціональний стиль був прийнятий корпораціями та установами в Америці з 1960-х років. Однією з установ, особливо присвячених стилю, був MIT . 

## Супутні рухи
Протягом 1900-х років інші рухи, засновані на дизайні, впливали та піддавалися впливу швейцарського стилю. Ці рухи виникли у відносинах між художніми галузями, включаючи архітектуру, літературу, графічний дизайн, живопис, скульптуру тощо.
De Stijl — нідерландський мистецький напрям, який став помітним у період між 1917 і 1931 роками  Ця художня стратегія, яку називають неопластизмом, прагнула відобразити новий утопічний ідеал духовної гармонії та порядку. Це була форма чистої абстракції через зведення до основних форм і кольору, використовуючи вертикальні та горизонтальні макети з використанням лише чорного та білого та основних кольорів. Серед прихильників цього руху були такі художники, як Піт Мондріан, Вільмос Гусар і Барт ван дер Лек, а також архітектори, такі як Герріт Рітвельд, Роберт ван 'т Гофф і Дж.Дж.П. Оуд .
Баухаус був німецьким рухом, який підкреслював чистоту геометрії, відсутність орнаменту та девіз «форма слідує за функцією». Це була школа думки, яка поєднувала ремесло з образотворчим мистецтвом і була заснована Вальтером Гропіусом . Мета полягала в тому, щоб працювати над зв’язком сутності форми з функцією, щоб полегшити стиль, який можна було б застосувати до всіх проблем дизайну.
Конструктивізм був філософією мистецтва та архітектури, яка виникла в Росії в 1920-х роках. Стиль розвивається різноманітними механічними об'єктами, які об'єднуються в абстрактні рухливі структурні форми. Відмітними ознаками механізму є геометричне зменшення, фотомонтаж і спрощені палітри.
Супрематизм, який виник у 1913 році, є ще одним російським художнім напрямом, таким же зосередженим на спрощенні та чистоті геометричних форм, щоб говорити про цінності духовності.
Усі ці рухи визначаються редукціоністською чистотою як візуально привабливою стратегією передачі повідомлень через геометричні та кольорові ієрархії.

## Теорія
Мантра Баухауза — «форма слідує за функцією», застосовується до дизайну в дусі інтернаціонального стилю. Рух був структурований, зосереджений на деталях, точності, майстерності, системах освіти та підходу, технічній підготовці, високих стандартах друку та інноваційному застосуванні написів.  Теорія обертається навколо критичного підходу до розробки системи, специфічної для представленої проблеми проєктування.
Наприклад, батько стилю Ернст Келлер стверджував, що дизайнерське рішення завжди має поважати його зміст.
Хорошим порівнянням є структура, яка визначає математичну задачу. Для конкретних типів задач використовуються лише конкретні рівняння. Аналогічно можна працювати з цими рівняннями специфічними способами. З інтернаціональним стилем та іншими пов’язаними філософіями контекст дизайну має вирішальне значення для отримання рішення.

## Характеристика стилю
Кожен дизайн, створений з урахуванням інтернаціонального стилю, починається з математичної сітки, оскільки сітка є «найбільш розбірливим і гармонійним засобом для структурування інформації».  Потім наноситься текст, найчастіше вирівнюється врівень зліва, рваний справа. Шрифти, вибрані для тексту, є без засічок, стиль шрифту, який, як вважають ранні дизайнери руху, «виражає дух більш прогресивної доби».  Об’єктивна фотографія – ще один елемент дизайну, призначений для чіткого представлення інформації та без будь-якого переконливого впливу пропаганди чи комерційної реклами. Такий сильний акцент на порядку та ясності береться від перших піонерів руху, які вважали, що дизайн є «суспільно корисною та важливою діяльністю»... Дизайнери визначають свою роль не як художників, а як об’єктивних каналів для поширення важливої інформації між компонентами суспільства  .

## Дивіться також
- Міжнародний стиль (архітектура)
- Helvetica
- Макс Білл
- Адріан Фрутігер
- Армін Гофман
- Річард Пол Лозе
- Йозеф Мюллер-Брокманн
- Пол Ренд
- Еміль Рудер
- Ян Чихольд

## Подальше читання
- Фідль, Фредеріх, Ніколас Отт і Бернард Штайн. Типографіка: Енциклопедичний огляд дизайну шрифтів і методів через історію. Чорний пес і Левенталь: 1998.ISBN 1-57912-023-7
- Холліс, Річард. Швейцарський графічний дизайн: витоки та зростання міжнародного стилю, 1920-1965. Видавництво Єльського університету: 2006.ISBN 0-300-10676-9
- Мюллер-Брокманн, Йозеф. Системи сіток у графічному дизайні. Нігглі: 1996.ISBN 3-7212-0145-0
- Рудер, Еміль. Типографіка. Будинок Гастінгса: 1981.ISBN 0-8038-7223-2

## Зовнішні посилання
- Міжнародний стиль / палітра кольорів у швейцарському стилі [Архівовано 4 березня 2022 у Wayback Machine.]
- Перегляд швейцарського графічного дизайну та типографіки [Архівовано 4 березня 2022 у Wayback Machine.]